# Cristina Herrera Santa-Cecilia
María Cristina Herrera Santa Cecilia, née en 1956 à Madrid, est une femme politique espagnole membre du Parti populaire (PP).
Elle est déléguée du gouvernement en Estrémadure entre avril 2015 et juin 2018.

## Biographie

### Vie privée
Cristina Herrera nait en 1956 à Madrid.
Elle est veuve et mère de deux enfants.

### Formation et vie professionnelle

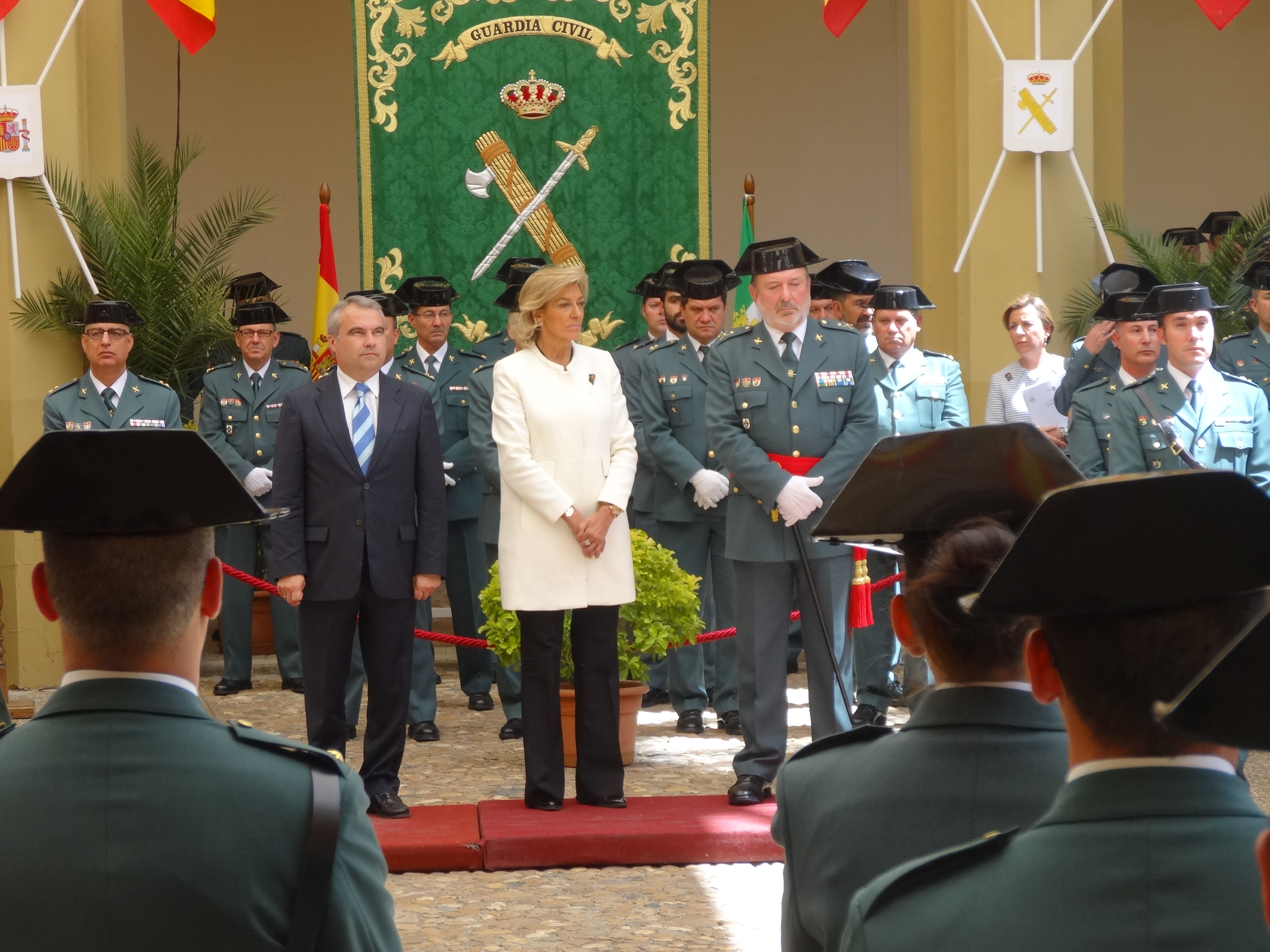
Cristina Herrera préside la cérémonie de prise de fonctions du colonel adjoint de la Garde civile de Badajoz en mai 2015.

Étudiante de l'université complutense de Madrid, elle est titulaire d'une licence en droit. Elle est diplômée en droit communautaire européen et possède une spécialisation juridique. Elle possède un master en conseil aux entreprises par l'ICADE.
Elle travaille au ministère de la Culture en 1975. De mars à septembre 1984, elle est secrétaire du tribunal de première instance et d'instruction d'Olivenza puis secrétaire du tribunal de district d'Olivenza jusqu'en décembre 1985. En 1987, elle devient avocate procureure à l'Audiencia provincial de Badajoz jusqu'en 1995. Elle est professeure de droit commercial à l'Institut d'administration des entreprises d'Estrémadure de 1994 à 1995.

### Conseillère de Badajoz et députée
Elle est élue conseillère municipale de Badajoz lors des élections municipales de 1995 et députée à l'Assemblée d'Estrémadure le même jour. Elle est adjointe au maire de Badajoz chargée de l'Urbanisme, du Logement, des Services sociaux et des Anciens jusqu'en juin 2007. Elle quitte son mandat de parlementaire régionale en 2012.

### Déléguée du gouvernement
Le 25 avril 2015, elle est nommée déléguée du gouvernement en Estrémadure par le président du gouvernement Mariano Rajoy. Elle prend possession de ses fonctions deux jours plus tard, le 27 avril. Elle coordonne les moyens matériels envoyés par l'État pour éteindre l'incendie de la Sierra de Gata en août 2015.